# Filatelija
Filatelija poimenujemo zbiranje in proučevanje poštnih in taksovnih znamk, ki vključuje študije oblikovanja, izdelave in uporabe posameznih poštnih znamk. 
Z razvojem filatelije se je proučevanje razširilo na ostale poštne vrednotnice, na poštne žige in pečate, na raziskovanje ozadja posameznih izdaj, na proučevanje poštnih tarif in celo na zgodovino posamezne poštne uprave.
Filatelija se v vsakdanjiku često enači z zbiranjem znamk, kar je popolnoma napačno. Zbiranje znamk je običajno prostočasovna dejavnost ali konjiček, ki ni nujno povezana s študijami in raziskovanjem tako zbranih poštnih znamk. Je pa zbiranje znamk dobra osnova za raziskave in razvoj posameznika iz zbiralca poštnih znamk v filatelista. V vsakem primeru je poznavanje temeljnih filatelističnih znanj nujno potrebno vsakemu zbiralcu poštnih znamk. S takšnim osnovnim poznavanjem filatelije se je namreč moč izogniti nakupom cenovno dragega filatelističnega gradiva, ki sicer nima kakšne posebne filatelistične vrednosti.

## Filatelistična področja
Glede na način proučevanja posameznega filatelističnega gradiva ločimo več filatelističnih področij:

### Tradicionalna filatelija
Je osnovno in najstarejše področje filatelije. Ukvarja se z raziskavami posameznih poštnih znamk, ki vključujejo študije:
- potek oblikovanja
- papir (debelino, težo, strukturo, itd; tudi vodne znake)
- lepilo ali gumiranje
- tiskarske tehnike
- ločevanje (zobčanje, razrez)
- ponatis
- pretisk
- ponaredki in prirejanje

### Poštna zgodovina
Je področje filatelije, katerega proučevanje razdelimo na poglavja:
- tarife
- poštni žigi
- poštne poti
- prenosna sredstva
- poštne organizacije

### Poštne celine
Je področje, ki se ukvarja s pojavom drugih oblik potrjevanja plačane poštne storitve kot so poštne znamke:
- maksimum karta
- dopisnica
- pismo
- pasica
- zalepka

### Tematska filatelija
Je sorazmerno mlado področje filatelije, ki se ukvarja predvsem s proučevanjem upodobljenih motivov na poštnih znamkah. Posameznih tematik je na stotine, med najbolj raziskanimi so:
- znamenite osebnosti
- živali
- rastline
- šport
- prevozna sredstva
- arhitektura
- znamke na znamkah
- porto

### Taksovna filatelija
Taksovna filatelija ali fiskalna filatelija se ukvarja z drugimi nepoštnimi nameni uporabe znamk. V to področje vključujemo znamke, s katerimi so se prvenstveno potrjevale plačane pristojbine, zakonske dajatve, takse ali davki. Tipični predstavniki so:
- kolki (davčni, sodni, upravni, ...)
- doplačilne znamke
- vojne znamke
- humanitarne znamke

## Organizacije
- Filatelistična zveza Slovenije
- Slovenska filatelistična akademija
- Federation of European Philatelic Associations
- Fédération Internationale de Philatélie